# Eublemma nyctichroa
Eublemma nyctichroa  là một loài bướm đêm trong họ Erebidae.